# Joan Badia Carbó
Joan Badia Carbó, conegut per Tallaferro (Sarral s. XVI - Vilafranca 1616) fou un bandoler del bàndol dels nyerros actiu per les comarques del Penedès des del 1614 juntament amb el seu germà. Ambdós foren morts a la rodalia de Vilafranca per Miquel d'Aiguaviva, un noble de la ciutat, en el marc de la campanya antibandolera promocionada pel virrei Fernández de la Cueva, el qual va redimir Aiguaviva dels seus propis delictes.